# Tržišni liberalizam
Pojam tržišni liberalizam koristi se na dva raličita načina.
U Sjedinjenim Državama pojam je istoznačan klasičnom liberalizmu. U ovom je smislu tržišni liberalizam politička ideologija koja obuhvaća tržišno gospodarstvo, osobne slobode i ljudska prava. U djelomičnoj je opreci sa socijalnim liberalizmom koji obuhvaća osobne slobode, ljudska prava, mješovito gospodarstvo i cilj uspostavljanja države blagostanja
U Europi i drugdje pojam se koristi kao istoznačan ekonomskom liberalizmu, i opisuje politiku koja podržava gospodarske aspekte liberalizma bez nužnog uključivanja njegovih političkih aspekata. U nekim političkim krugovima tržišni liberalizam označava ekonomski liberalno društvo koje svojim građanima socijalnom politikom također djelomično nudi pogodnosti države blagostanja

## Navodi
1. ↑  The Achievements of Nineteenth-Century Classical Liberalism. Cato Institute. Although the term 'liberalism' retains its original meaning in most of the world, it has unfortunately come to have a very different meaning in late twentieth-century America. Hence terms such as "market liberalism," "classical liberalism," or "libertarianism" are often used in its place in America.
2. ↑  Inglis, Ken (2006). Whose ABC? The Australian Broadcasting Corporation, 1983–2006. Melbourne, Australia: Black Inc. p. 100.
3. ↑  "What Is a Liberal Market Economy?".